# Санта Мария деле Грацие
Църквата „Санта Мария деле Грацие“ (на италиански: Chiesa di Santa Maria delle Grazie) е базилика и светилище, разположено в Милано, Северна Италия, принадлежащо на Доминиканския орден и оглавяващо енорията „Сан Виторе ал Корпо“. Това е вторият италиански обект – част от Списъка на световното културно и природно наследство на ЮНЕСКО. Той включва и известния стенопис „Тайната вечеря“ от Леонардо да Винчи, разположен в трапезарията на манастира – собственост на Община Милано.
Архитектурата на трибуната, построена между 1492 и 1493 г. по заповед на херцога на Милано Лудовико Сфорца „Мавъра“ като мавзолей за семейството му, представлява едно от най-известните творения на Ренесанса в Ломбардия.

## История
Основаването на второ ядро доминикански монаси в Милано датира от 1459 г., в допълнение към първото – древното Сант'Еусторджио, датиращо от 1227 г., само 12 г. след основаването на ордена.
Конгрегацията на доминиканците, създадена близо до днешната миланска църква „Сан Виторе ал Корпо“, получава парцел земя като подарък през 1460 г. от граф Гаспаре Вимеркати, кондотиер в службата на сем. Сфорца. На тази земя има малък параклис, посветен на Света Мария на благодатта – Параклис на Девата на благодатта, и дворна сграда за използване от войските на Вимеркати. На 10 септември 1463 г. е положен основният камък на манастирския комплекс. Строителството започва от това, което днес е Клоатърът на мъртвите, в непосредствена близост до оригиналния параклис на Девата на благодатта, който днес съответства на последния параклис на левия кораб на църквата. Ръководител на работите е Гуинифорте Солари, най-известният архитект през онези години в Милано, бивш главен инженер на Миланската катедрала, Ка' Гранда и Павийския чертог. Благодарение на покровителството на Вимеркати манастирът е завършен през 1469 г.

### Манастир
Манастирът на Солари е структуриран около три клоатъраː оригиналния клоатър за жилищата на войските на Вимеркати, който е включен в сградата; Големия клоатър, към който гледат монашеските килии, и Клоатърът на мъртвите в съседство с църквата. Днес е възможно да се види следвоенната реконструкция на този клоатър, напълно разрушен от съюзническите бомбардировки през 1943 г. 
Манастирът се състои на север от северната страна на църквата, докато от останалите три страни се простира портик от колони с готически капители с гладки листа. Портикът гледа на изток към древния Параклис на Девата на благодатта, стаите на Капитула (асамблеята на клира и презвитерите) и трапезарията, а на север – към библиотеката, построена от Солари по модела на вече известната библиотека на доминиканския манастир „Сан Марко“ във Флоренция, проектирана от Микелоцо 20 г. по-рано. Южната страна е изцяло заета от трапезарията, съдържаща известния стенопис на Леонардо да Винчи „Тайната вечеря“.

### Базиликата на Солари
Строежът на църквата започва както обикновено от апсидата, едновременно с изграждането на манастира. В проекта си Солари се придържа към консолидираната ломбардска готическа традиция на трикорабната базилика с оживален свод и двускатна фасада. Материалите също са от ломбардската традиция – теракота за стените и гранит за колоните и капителите. Оформлението е на зален храм, с три ниски и широки кораба, разделени от каменни колони; колоните улесняват преминаването на светлина, създавайки единна среда, развита повече хоризонтално, отколкото вертикално. Корабите са покрити с кръстати сводове с кордони, поддържани от листовидни капители. Изработката на капителите, вече не с гладки листа, както е обичайно, а с мотиви, които напомнят на коринтския стил, е плаха отстъпка към класическия стил, който сега се разпространява и на север. По-малките кораби са оградени от редици от седем квадратни странични параклиса, осветени от централен кръгъл и два заострени арковидни прозореца. Следователно структурата е същата като тази на предишното доминиканско седалище Сант'Еусторджио, както и на другите творения на Солари в Милано: абатството „Казорето“, църквите „Сан Пиетро ин Джесате“ и „Санта Мария дела Паче“.
Простата двускатна фасада е разделена на пет полета с шест контрафорса. Ширината е почти двойно повече от височината, която обаче надвишава тази на вътрешните кораби, както се вижда от слепите окулуси, тъй като те са разположени над нивото на покрива. Трезвата украса се състои от формовани теракотени релефи, които обрамчват еднодъговите прозорци и розетите, и малките арки, които украсяват короната. Страничните врати изглеждат без орнаменти, след като бароковите портали са премахнати през 19. век по време на реставрацията на Лука Белтрами, който желае да възпроизведе външния вид от 15. век.
Централният портал, в бял мрамор, е първата интервенция, извършена по инициатива на херцога на Милано Лудовико Сфорца „Мавъра“, който поема от Вимеркати покровителството на работите по комплекса, след като Вимеркати прави неуспешна конспирация. Колоните от бял мрамор стъпват върху двата кубични пиедестала, украсени с каменна лента с флорални мотиви. Отзад те са оградени от стълбове, украсени със свещници, по-специално отляво се вижда "scopetta" – емблемата на Лудовико „Мавъра“. Поддържан от тези елементи е висок антаблеман, украсен с кръгли фигури с профили. За да го увенчае, има люнет с кесонен свод, където се съхранява стенопис от 18. век от Микеланджело Белоти. Приписването на проекта на Донато Браманте не е единодушно. Белотата на белия мрамор, изяществото на вдъхновените от класиката декорации и геометричната линейност на портала са подсилени от контраста със здравата теракотена структура на фасадата.

### Трибуната на Браманте
През 1492 г. новият херцог на Милано Лудовико Сфорца „Мавърът“, след разкошната си сватба с Беатриче д’Есте, решава да издигне паметник, който също да свидетелства в Милано за новия стил, широко разпространен в най-богатите и най-модерни дворове на Италианския полуостров – Флоренция, Ферара, Мантуа, Урбино и Венеция. Така само десет години след завършването на църквата на Солари новопостроеният хор с два странични параклиса е разрушен и на 29 март 1492 г. архиепископ Гуидантонио Арчимболди благославя първия камък на новата трибуна.
Проектът, макар че липсват документални доказателства, традиционно се приписва на Донато Браманте, който е херцогски архитект през онези години и който е споменат веднъж в църковните документи (доставка на мрамор през 1494 г.). Някои скорошни проучвания споменават и името на Джовани Антонио Амадео; почти сигурно Браманте трябва да е бил отговорен за първоначалния проект, но той не е следил действителните работи, които вероятно са били ръководени от Амадео. Според някои учени Лудовико Сфорца възнамерява да предприеме цялостно обновяване на църквата, въпреки че е построена само апсидата. Въпреки това други епизоди от трансформациите от края на 15. век също биват приписвани на Браманте, като старата сакристия, Малкият клоатър и може би трапезарията.
Трибуната е изградена от куб с внушителни размери, в центъра на който се намира полусферичен купол, свързан с ребра, в които са вписани тонди с четиримата отци на Църквата. Куполът се опира на нисък тамбур, който има първоначалния вид на голяма лоджия, която минава по цялата окръжност, редуваща двудъгови прозорци с фалшиви такива. Ясната геометрична фигура на кръга на купола – символ на съвършенството се повтаря в украсата с черни кръгли мотиви върху бяла мазилка, в кръга на отворените отгоре окулуси и в централния кръг на фенера. Грандиозни полукръгли арки заемат четирите страни на куба, чиито върхове са допирателни към окръжността на купола. Двете странични арки се отварят към симетрични апсиди с касетни сводове. Двете централни арки се отварят едната към централния кораб, а другата към хора. Хорът се състои от кубично помещение с елегантен чадърен свод, завършващо с апсида, подобна на предишните. Общата структура напомня оформлението на сакристията на Филипо Брунелески в Сан Лоренцо (Флоренция) и на параклис „Портинари“ в Сант'Еусторджио в Милано. Кръговите мотиви на тондото се повтарят в цялата украса, вписани във високия антаблеман, в подарките, в ребрата и в купола, както и мотивът на колелото с лъчи, вече използван от Браманте в гравюрата „Преведари“ и в миланската църква „Санта Мария пресо Сан Сатиро“. Балансът на пропорциите на проекта се основава на ширината на централния кораб на църквата, която, удвоена, съответства на страните на презвитерия и на диаметъра на купола. В допълнение към гореспоменатите орнаменти вътрешната повърхност на трибуната се характеризира с деликатна сграфито декорация, която прави повърхностите жизнени с меката й светлосянка. Както при проекта за трибуната авторството на концепцията и изпълнението на трибуната също са спорни; мнозина смятат, че концепцията е дело на самия Браманте, а относно изпълнението се споменава името на Бернардо Дзенале и на други второстепенни творци.
Отвън трибуната гледа към бул. „Маджента“ и ул. „Карадосо“, а северната й страна гледа към Малкия клоатър (Клоатър на жабите). Представлява монументален куб, от който отстрани излизат двете полукръгли апсиди, а зад него се простира паралелепипедът на хора, който също завършва с полукръгла апсида, равна на двете странични. Отгоре куполът е затворен в надкупулен барабан (тибурий), който се издига под формата на 16-странна призма, завършена от високата галерия. От северната страна се намира малката камбанария с правоъгълен план, която се издига до купола до височината на галерията. Декорацията представлява един от най-добрите примери за пластична декорация в ломбардската ренесансова панорама, заедно с Павийския чертог и параклиса „Колеони“ в Бергамо, с които има очевиден афинитет по вдъхновение и изпълнение, отнасящи се до стила на Джовани Антонио Амадео. Изработена е от теракота, гранит и анджерски камък. Забележителното богатство и изобилие, които я характеризират, я доближава по-скоро до местната ломбардска традиция, отколкото до по-трезвите брамантски и тоскански изработки. Високият пиедестал с гранитни рамки включва големи кръгли барелефи с гербовете на Сфорца и Доминиканската църква. По горната лента има поредица от големи прозорци и ниши с гранитни рамки. По-горе висока измазана част показва по-сложна украса; тонди с елегантни геометрични мотиви се редуват с коринтски пиластри от теракота и класически свещници. Върху панелите, изграждащи пиедесталите на пиластрите, флорални декорации се редуват с медальони с бюстове на светци. Декорацията на куполния фенер също е особено пищна. Поредицата от правоъгълни прозорци, увенчани с тимпан, е увенчана с ленти от теракотени декорации, а накрая високата галерия, поддържана от колони и арки, зад които окулусите придават светлина на интериора.

### Мавзолей на Сфорца и хор
Не е ясно дали намерението на Лудовико Сфорца „Мавъра“ да направи църквата място за погребение на семейство Сфорца е налице от самото начало или е узряло едва през 1497 г., след смъртта на любимата му съпруга – 21-годишната Беатриче д’Есте. Херцогинята е погребана с големи почести в хора на базиликата. Погребалният паметник от бял мрамор, изолиран и не до стената, е дело на Кристофоро Солари; той е с изображението на двамата съпрузи, лежащи в реален размер върху капака. След смъртта и погребението на Сфорца във Франция, в края на затвора, на който е принуден след поражението при Новара (8-10 април 1500 г.), и в съответствие с решението на Трентския съвет, през 1564 г. паметникът е разчленен и разпръснат за продажба. Единственият похлупак със статуите на херцозите впоследствие е поставен в Павийския чертог.
Днес в хора човек може да се наслади на дървените седалки, предназначени за монасите. Те са подредени в два реда. Инкрустациите на долния ред показват по-архаичен стил, с преобладаване на геометрични мотиви. Покритието на горния ред съдържа изключително изпипани инкрустации, изобразяващи фигури на светци, редуващи се с флорални мотиви, създадени в началото на 16. век.
Според древна миланска традици Лудовико Мавърът е наредил да бъде построен тунел, свързващ замъка, по-късно наречен Замък на Сфорците, с манастира.

### Трапезария
Правоъгълната зала на Пиетро Маскера има план със страни 4x1 и дължина 35,5 м, покрити от валчевиден свод с люнети, който завършва в главите с чадъровидни сводове. Строителството на трапезарията започва около 1467 г., за да бъде завършено около 1488 г., включително подовата настилка, мазилката и обзавеждането. Проектът се оказва значителен, тъй като трябва да покрие голямо сводесто пространство без колони или стълбове. Незабавно възникват някои статични проблеми, които водят до укрепването на западната стена с железни пръти, за разлика от противоположната стена, балансирана от напора на портика на Клоатъра на мъртвите. На стената, обърната към Клоатъра на мъртвите, някога трябва да е имало осем прозореца, съответстващи на люнетите. Прозорците претърпяват многобройни промени с течение на времето: западните са разширени след Втората световна война, докато тези на Клоатъра на мъртвите са зазидани от Лука Белтрами по време на реставрациите в началото на 20. век. Някои прозорци също са променени след настаняването на Инквизицията в комплекса.
Отвътре трапезарията навремето е била изцяло украсена със стенописи по стените и свода. След срутването на свода и главните стени поради съюзническите бомбардировки през 1943 г. двете крайни стени остават с „Тайната вечеря“ на Леонардо да Винчи отдясно и с „Разпятието“ на Донато Монторфано отляво – обичайни теми за украса на манастирските трапезарии. Смята се, че тези два стенописа са служили за приканване към размишление върху темите за Страстите Христови и Евхаристията. Разпятието, подписано и датирано от 1495 г. в основата на кръста, е най-значимата запазена творба на миланския художник. В интересната архитектура, изрисувана на заден план, вече присъстват елементи от езика на Донато Браманте. Въпреки срутването на трапезарията творбата като цяло е в добро състояние. Но портретите на херцогското семейство от Леонардо да Винчи в ъглите на картината са напълно изгубени: Лудовико Мавърът и Масимилиано Сфорца вдясно, Беатриче д'Есте и Франческо II Сфорца вляво. Фигурите са били нарисувани в профил със същата суха техника, използвана за „Тайната вечеря“, което ги обрича на ранното им изчезване. По време на престоя си в Милано Джорджо Вазари ги вижда и ги похвалва. Оскъдните следи днес демонстрират характеристиките на твърдия придворен портрет с консолидирана традиция, което кара някои критици да поставят под въпрос авторството на Леонардо, който винаги е бил изключително иновативен в своите творения. Въпреки това мнозинството критици, също въз основа на научните открития на реставрациите, ги считат за автентични.
Основата на свода на трапезарията няма архитектурни елементи, но е покрита със стенописна украса, дошла до нас частично поради бомбардировките през Втората световна война. Тя изобразява антаблеман, украсен с геометрични мотиви и растителни гирлянди, поддържани от панделки. Под всеки висящ капител на свода има боядисани висящи плочи с правоъгълна или елипсовидна форма, съдържащи библейски цитати и анотации, взети от августинското правило, последвано от Доминиканския орден. В краищата на антаблемана има няколко тонда, в които са изобразени доминикански светци и благословени: от страната на „Тайната вечеря“ е Маргарита Унгарска, докато от страната на „Разпятието“ – Джовани да Верчели. Антаблеманът на дългите стени вероятно е бил изпълнен в продължение на стенописите на по-малките стени от Монторфано. В миналото се е приписвали на Бернардино де Роси. Първоначално трапезарията е трябвало да бъде свързана с останалата част от комплекса чрез врата на източната стена и две на северната стена. Централната врата на стената на „Тайната вечеря“ вместо това е разширена през 1652 г., причинявайки повреда на стенописа.

### 16. – 18. век и наполеонови грабежи
С падането на Лудовико Сфорца „Мавъра“ (1499 г.) и с последвалото преминаване на Миланското херцогство към Испанската корона след изчезването на династията Сфорца (1535 г.) всички строителни дейности, чийто основен организатор и финансиращ е бил херцогът, са прекратени. Изобразителната дейност по вътрешната украса продължава през 16. и 17. век.
Инквизицията, съществуваща в Милано от средата на 13. век, базирана в доминиканския манастир Сант'Еуторджио, е преместена в манастира „Санта Мария деле Грацие“ през 1558 г. – година на интензивни антилутерански репресии. Това се случва по инициатива на доминиканеца Микеле Гизлиери (върховен инквизитор и бъдещ папа Пий V) и на Иполито Бекария, генерал на доминиканците, който от 1588 г. нарежда да се построи новият църковен трибунал до манастира – истински дворец на Инквизицията, с монументален вход, затворническа кула, аптека, зали за срещи и архив. През 1775 г. Мария Терезия постановява инквизиторите повече да не бъдат заменяни в края на техния мандат, така че смъртта на инквизитора Джовани Франческо Кремона през 1779 г. окончателно бележи края на Инквизицията в Милано. След това разрушен през 1785 г., части от древни стени все още се виждат в зоната за достъп до трапезарията.
Произведенията, изпратени във Франция по време на наполеоновите грабежи, са забележителни. В църквата се е съхранявала Трънният венец на Тициан, реквизирана по време на френската окупация на Ломбардия и отнесена в Музея на Наполеон. Свети Павел в размисъл от Гауденцио Ферари е отнесена в Музея на Лион, където остава и до днес. След Виенския конгрес австрийското правителство не поисква връщането му в Лувъра.

### Реставрацията от 19. век
На 7 май 1799 г. манастирът е премахнат, преминавайки към функцията на военни казарми, а отвън Малкият клоатър и трибуната на Браманте са покрити с обикновени сгради. Комплексът е възстановен едва през 1860 г. с голяма интервенция под ръководството на Лука Белтрами, която води до разкриването на ул. „Карадосо“ и до началото на работите, продължили от края на 19. век до 1937 г. Вътре в църквата, под пребоядисванията и последващите декорации, които сега са напълно премахнати, са преоткрити оригиналните стенописни декорации от 15. век на корабите и декорациите сграфито на трибуната. Отвън апсидата е освободена от сградите, долепени до нея, а камбанарията е преустроена в стила на трибуната, намалявайки нейната височина. Също в неоренесансов стил е построен малкият Клоатър на приора, до който може да се стигне от Малкия клоатър (Клоатъра на жабите).

### Втора световна война
През 1924 г. манастирът се връща на доминиканците и в нощта на 15 август 1943 г. англо-американски бомбардировачи удрят църквата и манастира. По време на тези бомбардировки Малкият клоатър е уцелен от няколко запалителни бомби, чиито пламъци са бързо потушени от монасите. По време на световните войни боядисаните стени на трапезарията са защитени от двоен слой стоманени тръби с дебели торби с пясък, което им позволява да бъдат защитени от тежки щети от бомбардировки. Източната стена и част от портика обаче са разрушени и от 1945 г. са възстановени. Въпреки това щетите от бомбардировките и следвоенните работи довеждат до критични проблеми за статиката на структурата, включително „Тайната вечеря“, тъй като структурата между трапезарията и библиотеката е загубена. Също поради тази причина през втората половина на 20. век картината е подложена на множество реставрации, към които през 1995 г. е добавена система за филтриране на въздуха, за да я предпази.
През юни 1993 г. папа Йоан Павел II прави църквата малка базилика.

## Описание

### Параклис на Опечалената дева
Първият вдясно. Принадлежи на Паоло да Канобио и първоначално е посветен на Свети Павел, изобразен на картина на Гауденцио Ферари, поставена на олтара. Картината, реквизирана по време на френското господство в началото на 19. век, сега се съхранява в музея в Лион. Днес в параклиса се съхранява отделен стенопис от олтара, идващ от параклиса на Девата на благодатта, изобразяващ Мадоната, покланяща се на Младенеца, която съдържа портрети на цялото семейство на поръчителите в долната част. Авторът на произведението от края на 15. век, което все още е в късноготически стил, не е известен.
На лявата стена има погребален паметник на Франческо Дела Торе, поръчан през 1483 г. Класическият саркофаг, поддържан от колони свещници, е украсен с барелефи на Благовещението, Поклонението на пастирите и Поклонението на влъхвите. Преобладаващото приписване на авторството е на братята Казанига – водещи фигури в Ломбардската ренесансова школа.

### Параклис на Сан Мартино де Порес
Вторият вдясноː съдържа олтар, изобразяващ Свети Мартин в екстаз от Силвио Консадори (1962 г.). По стените има четири кенотафа от 16. век. В параклиса е имало стенопис, разчленен през 1959/60 г. и прехвърлен на платно, сега в Новата сакристия, изобразяващ Свети Мартин на кон, докато дава наметалото си на бедните, вероятно от началото на 16. век. На пиластъра вдясно има доминикански светец с разпятие.

### Параклис на ангелите или на Марлиани
Третият вдясно. Стенописи и олтар от анонимен ломбардски творец от 16. век (вероятно имитатор на Пармиджанино) с епизоди, свързани с Архангел Михаил (около 1560 г.). На свода са деветте ангелски хора от неизвестен автор. В страничните люнети: вляво Прогонването на въстаналите ангели; вдясно Изпращането на архангел Гавриил, дело на синовете на Бернардино Луини. На пиластъра вдясно: Блаженият Антонио да Савиняно, мъченик († 1374).

### Параклис на Светия венец
Четвъртият вдясно. Принадлежал е на Братството на Светия венец, което е пазело реликва с трън от трънния венец на Иисус. Използван е като място за погребение на ректорите на братството, основано през 1494 г. от Стефано да Сереньо, чието седалище днес е в Художествената галерия „Амброзиана“. Богатата конгрегация поръчва стенописната украса, която покрива целия параклис през 1539 г., на най-известния художник в Милано по това време – Гауденцио Ферари, смятан от Джовани Паоло Ломацо за втори след Микеланджело Буонароти и по-велик от самия Леонардо. Ферари рисува Разпятие и Ecce Homo по стените и ангели с инструментите на страстта пo платната (1542). Олтарът е поръчан на Тициан. Трънният венец, нарисува от него, днес е изложена в Лувъра, в залата на Мона Лиза, след като е бил взет от наполеоновите комисари в началото на 19. век. Произведението, считано за един от шедьоврите на зрелостта на художника, представя типичните характеристики на римския маниеризъм в монументалността и стегнатата поза на фигурите. Неговият стил има голямо влияние върху миланската живописна култура, видимо и в собствените стенописи на Ферари, които споделят неговите внушителни и силно драматични тонове. Понастоящем параклисът съхранява олтарната картина Снемане от кръста от Джовани Батиста Секо, известен като Караваджино (1616 г.).

### Параклис на Свети Доминик
Пети вдясно. Първоначално е бил предназначен за погребенията на семейство Вимеркати; тук е погребението на Агостино, син на Гаспаре Вимеркати, патрон и основател на самата църква. Гробът на Гаспаре и съпругата му в презвитерия е изгубен.
След като семейството изпада в немилост пред херцог Лудовико Сфорца, Доменико Саули поема управлението и поръчва живописна украса, включително стенописи и олтар, на венецианеца Джовани Демио през 1541 г. 
През 1575 г. е предприето цялостно обновяване на параклиса по инициатива на Свети Карло Боромео.
Декоративният цикъл включва Разпятието на олтара, люнетите с Noli me tangere и Учениците в Емаус и украсата на свода, и показва силен маниеристичен акцент, характеризиращ се със скандинавски акценти. По стените има теракотени ангели от неизвестен автор, покрити с циментова замазка, носещи инструментите на Страстите. На пиластъра вдясно: блажени Антонио да Асти, мъченик (14 век).

### Параклис на Свети Винченцо Ферер или на Ателани
Шести вдясно. Първоначално принадлежащ на сем. Ателани, чийто дворец от 15. век все още може да се види отстрани на църквата, той е изрисуван през 17. век от Фиаменгини и съдържа олтарната картина Мадоната с Младенеца и светците Винченцо мъченик и Винченцо Ферери от Кориолано Малагавацо (1595). На пиластъра вдясно е имало изображение на Свети Доминик,  унищожено по време на бомбардировките през 1943 г.

### Параклис на Свети Йоан Кръстител
Седми вдясно. Оригиналната украса не е запазена. Стенописите от края на 16. век са от маниериста Отавио Семино. Чадърният свод е особено сложен и на него Семино изобразява пророци в люнетите и сегментите, с Бог Отец в центъра. Олтарът от Марко д'Оджоно, ученик на Леонардо, е от Старата сакристия и датира от началото на 16. век. Той съдържа портрета на неизвестен поръчител, принадлежащ към Малтийския орден, който се покланя на Кръстителя.

### Параклис на Света Катерина
Първият вляво, той е известен като параклис „Бола“ по семейството, което е било негов патрон от построяването му и което е част от кръга на Сфорца от времето на херцог Франческо. Стенописите в люнетите, открити при реставрацията през 1928 г. и сериозно повредени по време на Втората световна война, датират от последното десетилетие на 15. век и следователно са съвременни на строителството. Те представляват епизоди от живота на Света Катерина Сиенска и Света Катерина Алесандрийска, вероятно поръчани от сем. Бола, и приписвани на Донато Монторфано и Кристофоро Де' Мотис, като представляват прекъснат цикъл, вероятно при падането на Лудовико Сфорца „Мавъра“. В допълнение към триптиха от 16. век, дело на Николо да Кремона, параклисът съдържа скулптурни произведения на Франческо Месина: Разпятието на олтара и шест бронзови панела, вдъхновени от живота на Катерина Сиенска.

### Параклис на Свети евангелист Йоан
Четвъртият отляво. Изглежда, че е построен под патронажа на сем. Симонета. От оригиналната украса е останал само фрагмент от фреска със Свети Йоан. След възстановяването след Втората световна война в него са поставени кенотафи, сред които този на граф Еторе Конти ди Реампио и на съпругата му Джанина от графовете Казати ди Милани, съдействали за ресттавразията през 30-те г., дело на Франческо Виндт.

### Параклис на Свети Йосиф
Шести вляво. Изцяло възстановен след Втората световна война, в него се помещава Светото семейство от 16. век, дело на Парис Бордон.

### Параклис на Девата на благодатта
Седми вляво. Параклисът съществува преди построяването на църквата и представлява първоначалното ядро, от което произлиза целият комплекс, на което дава и името си. Всъщност той вече съществува върху земята, която граф Гаспаре Вимеркати дарява на монасите, и започвайки от външните му стени, Гуинифорте Солари започва изграждането на манастира и църквата.
В люнета, съответстващ на централния кораб, има голям гипсов релеф с Коронясването на Богородица между светите Катерина и Доминик от 1632 г. Над входната арка на параклиса, в люнета на страничния кораб, е платното на Черано Богородица освобождава Милано от чумата, нарисувано след 1630 г. като благодарност за спирането на трагичната чума, унищожила населението на Милано. Творбата съдържа детайли от груб реализъм, като трупа на детето на преден план и бубоната на жената зад него, и е пронизана от тъмна пустош, която все още предава трагичната атмосфера, разказана от Алесандро Манцони. Вътре в параклиса олтарът изобразява Мадоната с поръчителя Гаспаре Вимеркати и съпругата му, датиращ от края на 15. век. Фреската по-горе с Вечният, заобиколен от ангели, също е от същия период, със стил, все още напомнящ придворната готика. Поради сходството си със стенописите на херцогския параклис на Замъка на Сфорците, се смята, че тя е дело на Бонифачо Бембо или на неговата школа.
Всички стъклописи в параклиса, създадени през 1963 г., са дело на художничката Амалия Панигати и изобразяват Благовещение, Рождество Христово, Разпятието и Коронясването на Богородица; стъклописът на портала към манастира изобразява кръст.

### Малък клоатър (Клоатър на жабите)
Това е клоатър, прилежаща към трибуната на Браманте, която свързва клоатъра с монументалната сакристия. Днес го наричат „Клоатър на жабите“ заради бронзовите жаби, които украсяват фонтана в центъра му. Конструкцията му датира от края на 15. век, в годините на реконструкцията на трибуната, и следователно се счита за част от същия проект на Браманте за трибуната. Перфектно квадратен, той се състои от пет теракотени арки от всяка страна, поддържани от мраморни колони и капители с ренесансови мотиви. На люнетите на входа на църквата и сакристията има два монохромни люнета, приписвани на Брамантино.

### Старата сакристия или на Браманте
Старата сакристия е голяма зала, в която се влиза от Клоатъра на жабите, от противоположната страна на тази на църквата. Това е обширна правоъгълна зала, която гледа към улица „Карадосо“, с големи прозорци с теракотени рамки, реставрирана през 19.век. Строежът й датира от последното десетилетие на 15. век, съвпадайки с обновяването на Трибуната. Проектът традиционно се възлага на Браманте, но без документални доказателства. Над входния портал люнет от Брамантино изобразява Мадоната между свети Йосиф и Свети Луи Френски. Присъствието на този последен светец датира от времето на френското господство, между 1499 и 1512 г. Вътрешната зала е покрита от закован цилиндричен свод с чадъровидни глави и завършва с малка апсида. Стенописната украса, покриваща свода, се приписва от някои на Леонардо да Винчи поради присъствието на мотива на Възела на Да Винчи, използван също в Sala delle Asse в Замъка на Сфорците. Под свода високият антаблеман се отличава с класически декоративни мотиви с дракони и миди. По целия периметър на сакристията са разположени дървени шкафове, предназначени за съхранение на свещената утвар. Всички врати са украсени с картини от началото на 16. век, с библейски сцени. С голяма красота са 14-те врати отдясно, със сцени от Новия завет, в стила на Брамантино, докато от лявата страна са изобразени епизоди от Стария завет. Декорацията на залата е завършена от стенописи от 16. век на задната стена.

### Други клоатъри
След проекта на Гуинифорте Солари има три други по-големи манастира, наречени Клоатър на мъртвите – този в съседство с църквата, „Голям клоатър – по-далеч и ограничен от килиите на монасите, и Клоатърът на Infermeria, до Големия клоатър, разрушен през 1897 г. Смята се, че последният клоатър първоначално е бил използван като военни квартири за войските на херцогския капитан Гаспаре Вимеркати, собственик на цялата земя, където стои манастирът. Клоатърът на мъртвите е разрушен от бомбардировка през 1943 г. и е възстановен по-късно. По време на реставрациите от 19. век е създаден в неоренесансов стил Клоатърът на приорите между Клоатъра на мъртвите и Малкия клоатър.

### Други зали
На изток от Клоатъра на мъртвите са разположени залите на капитула и локаторията, докато на север е библиотеката, вдъхновена от тази на манастира „Сан Марко“ във Флоренция, но разрушена от бомбардировка през 1943 г. Тя е разделена на три кораба с шест двойки колони, като страничните кораби са покрити с кръстосани сводове, а централния, по-висок кораб, с цилиндричен свод с люнети.

### Тръбен орган
Тръбният орган на базиликата е построен през 1965 г. от компанията за изграждане на органи Балбиани-Веджеци Боси. Между 2004 и 2005 г. е реставриран и значително модифициран от компанията Кастеняро. Инструментът има 44 регистъра за общо приблизително 3200 тръби, разположени вътре в голяма яма, която се отваря в пода на апсидата, на по-ниско ниво от повърхността за ходене. Конзолата – самостоятелна мебел е разположена в близост до презвитерия; има три клавиатури и педали, като регистрите, съединенията и съединителите и аксесоарите, се управляват от плочи с разделители, разположени в няколко реда отстрани и над мануалите.

## Обяснителни бележки
1. ↑  Първият обект е скалните рисунки във Вал Камоника
2. ↑  Залният храм или Hallenkirche е особена типология, свързана с изграждането на църкви, в които централният кораб е толкова висок, колкото страничните кораби, или малко по-висок, противно на това, което се намира в преобладаващата типология. Може да бъде и еднокорабна.